# Mattia Desole
Mattia Desole (Zürich, 10 mei 1993) is een Zwitserse voetballer die als verdediger onder contract staat bij AC Milan. Hij stond eerder onder contract bij AC Monza en Foligno. Desole was tijdens het seizoen 2013/14 op proef bij Willem II maar dat leverde geen contract op.